# اوروپ
اوروپ (به لاتین: Urup) یک جزیره غیرمسکونی در روسیه است که در دریای اختسک واقع شده‌است. اوروپ ۰ نفر جمعیت دارد و ۱٬۴۲۶ متر بالاتر از سطح دریا واقع شده‌است. این جزیره بخشی از جزایر کوریل است.